# Férfi kormányos nélküli kettes evezés a 2012. évi nyári olimpiai játékokon
A 2012. évi nyári olimpiai játékokon az evezés férfi kormányos nélküli kettes versenyszámát július 28. és augusztus 3. között rendezték Eton Dorney-ben. A versenyt az Eric Murray, Hamish Bond összeállítású új-zélandi hajó nyerte a francia és az brit egység előtt. A Magyarországot képviselő Simon Béla és Széll Domonkos páros ötödik lett az előfutamában, így a reményfutamba került, ahol negyedik helyen végzett, így kiesett és összesítésben a 13. helyen végzett.

## Versenynaptár
Az időpontok helyi idő szerint, zárójelben magyar idő szerint olvashatóak.
| Dátum                      | Időpont       | Forduló       |
| -------------------------- | ------------- | ------------- |
| 2012. július 28., szombat  | 12:00 (13:00) | Előfutamok    |
| 2012. július 30., hétfő    | 10:10 (11:10) | Reményfutamok |
| 2012. augusztus 1., szerda | 11:00 (12:00) | Elődöntők     |
| 2012. augusztus 3., péntek | 10:50 (11:50) | Döntő         |

## Rekordok
A verseny előtt a következő rekordok voltak érvényben:
| Világrekord     | James Cracknell, Matthew Pinsent (GBR) | 6:14,27 | Sevilla, Spanyolország             | 2002. szeptember 21. |
| Olimpiai rekord | Steve Redgrave, Matthew Pinsent (GBR)  | 6:20,09 | Atlanta, Amerikai Egyesült Államok | 1996. július 27.     |

A versenyen új világrekord született (az első előfutamban):
| Világrekord     | Eric Murray, Hamish Bond (NZL) | 6:08,50 | London, Egyesült Királyság | 2012. július 28. |
| Olimpiai rekord | Eric Murray, Hamish Bond (NZL) | 6:08,50 | London, Egyesült Királyság | 2012. július 28. |

## Eredmények
Az idők másodpercben értendők. A rövidítések jelentése a következő:
- QS: Elődöntőbe jutás helyezés alapján
- QA: Az A-döntőbe jutás helyezés alapján
- QB: A B-döntőbe jutás helyezés alapján

### Előfutamok
Három előfutamot rendeztek, öt, valamint négy-négy résztvevővel. Az első három helyezett bejutott az elődöntőbe, a többiek a reményfutamba kerültek.
| Helyezés | Nemzet                                                          | Idő      | Mj       |
| 1. futam | 1. futam                                                        | 1. futam | 1. futam |
| -------- | --------------------------------------------------------------- | -------- | -------- |
| 1.       | Új-Zéland (NZL) · Eric Murray, Hamish Bond                      | 6:08,50  | QS       |
| 2.       | Franciaország (FRA) · Germain Chardin, Dorian Mortelette        | 6:17,22  | QS       |
| 3.       | Lengyelország (POL) · Wojciech Gutorski, Jaroslaw Godek         | 6:19,98  | QS       |
| 4.       | Szerbia (SRB) · Nenad Bedik, Nikola Stojić                      | 6:23,87  |          |
| 5.       | Magyarország (HUN) · Simon Béla, Széll Domonkos                 | 6:46,18  |          |
| 2. futam |                                                                 |          |          |
| 1.       | Kanada (CAN) · David Calder, Scott Frandsen                     | 6:23,80  | QS       |
| 2.       | Ausztrália (AUS) · James Marburg, Brodie Buckland               | 6:24,83  | QS       |
| 3.       | Hollandia (NED) · Nanne Sluis, Meindert Klem                    | 6:25,90  | QS       |
| 4.       | Egyesült Államok (USA) · Thomas Peszek, Silas Stafford          | 6:26,59  |          |
| 3. futam |                                                                 |          |          |
| 1.       | Nagy-Britannia (GBR) · George Nash, William Satch               | 6:16,58  | QS       |
| 2.       | Olaszország (ITA) · Niccolo' Mornati, Lorenzo Carboncini        | 6:18,33  | QS       |
| 3.       | Görögország (GRE) · Nikolaos Gkountoulas, Apostolos Gkountoulas | 6:21,46  | QS       |
| 4.       | Németország (GER) · Anton Braun, Felix Drahotta                 | 6:30,42  |          |

### Reményfutam
Egy reményfutamot rendeztek, négy részvevővel. Az első három helyezett továbbjutott az elődöntőbe, a negyedik kiesett.
| Helyezés | Nemzet                                                 | Idő     | Mj |
| -------- | ------------------------------------------------------ | ------- | -- |
| 1.       | Németország (GER) · Anton Braun, Felix Drahotta        | 6:22,76 | QS |
| 2.       | Szerbia (SRB) · Nenad Bedik, Nikola Stojić             | 6:26,61 | QS |
| 3.       | Egyesült Államok (USA) · Thomas Peszek, Silas Stafford | 6:27,41 | QS |
| 4.       | Magyarország (HUN) · Simon Béla, Széll Domonkos        | 6:27,88 |    |

### Elődöntők
Két elődöntőt rendeztek, hat-hat résztvevővel. Az első három helyezett az A-döntőbe jutott, a többiek a B-döntőbe kerültek.
| Helyezés | Nemzet                                                   | Idő      | Mj       |
| 1. futam | 1. futam                                                 | 1. futam | 1. futam |
| -------- | -------------------------------------------------------- | -------- | -------- |
| 1.       | Új-Zéland (NZL) · Eric Murray, Hamish Bond               | 6:48,11  | QA       |
| 2.       | Olaszország (ITA) · Niccolo' Mornati, Lorenzo Carboncini | 6:55,82  | QA       |
| 3.       | Kanada (CAN) · David Calder, Scott Frandsen              | 6:56,47  | QA       |
| 4.       | Egyesült Államok (USA) · Thomas Peszek, Silas Stafford   | 6:58,58  | QB       |
| 5.       | Németország (GER) · Anton Braun, Felix Drahotta          | 7:02,16  | QB       |
| 6.       | Hollandia (NED) · Nanne Sluis, Meindert Klem             | 7:13,77  | QB       |

| Helyezés | Nemzet                                                          | Idő      | Mj       |
| 2. futam | 2. futam                                                        | 2. futam | 2. futam |
| -------- | --------------------------------------------------------------- | -------- | -------- |
| 1.       | Nagy-Britannia (GBR) · George Nash, William Satch               | 6:56,46  | QA       |
| 2.       | Franciaország (FRA) · Germain Chardin, Dorian Mortelette        | 6:58,67  | QA       |
| 3.       | Ausztrália (AUS) · James Marburg, Brodie Buckland               | 7:02,12  | QA       |
| 4.       | Lengyelország (POL) · Wojciech Gutorski, Jaroslaw Godek         | 7:04,58  | QB       |
| 5.       | Görögország (GRE) · Nikolaos Gkountoulas, Apostolos Gkountoulas | 7:07,15  | QB       |
| 6.       | Szerbia (SRB) · Nenad Bedik, Nikola Stojić                      | 7:07,78  | QB       |

### Döntők

#### B-döntő
A B-döntőt hat egységgel rendezték, az elődöntők 4–6. helyezettjeivel. A szerb egység nem indult el a futamon.
| Helyezés (Összesített) | Nemzet                                                          | Idő        |
| ---------------------- | --------------------------------------------------------------- | ---------- |
| 1. (7.)                | Németország (GER) · Anton Braun, Felix Drahotta                 | 6:49,93    |
| 2. (8.)                | Egyesült Államok (USA) · Thomas Peszek, Silas Stafford          | 6:53,30    |
| 3. (9.)                | Görögország (GRE) · Nikolaos Gkountoulas, Apostolos Gkountoulas | 6:53,69    |
| 4. (10.)               | Lengyelország (POL) · Wojciech Gutorski, Jaroslaw Godek         | 6:56,00    |
| 5. (11.)               | Hollandia (NED) · Nanne Sluis, Meindert Klem                    | 7:05,12    |
| 6. (12.)               | Szerbia (SRB) · Nenad Bedik, Nikola Stojić                      | nem indult |

#### A-döntő
Az A-döntőt hat egységgel rendezték, az elődöntők 1–3. helyezettjeivel.
| Helyezés | Nemzet                                                   | Idő     |
| -------- | -------------------------------------------------------- | ------- |
| Arany    | Új-Zéland (NZL) · Eric Murray, Hamish Bond               | 6:16,65 |
| Ezüst    | Franciaország (FRA) · Germain Chardin, Dorian Mortelette | 6:21,11 |
| Bronz    | Nagy-Britannia (GBR) · George Nash, William Satch        | 6:21,77 |
| 4.       | Olaszország (ITA) · Niccolo' Mornati, Lorenzo Carboncini | 6:26,17 |
| 5.       | Ausztrália (AUS) · James Marburg, Brodie Buckland        | 6:29,28 |
| 6.       | Kanada (CAN) · David Calder, Scott Frandsen              | 6:30,49 |